# Lasse Berghagen
Lars Nils ("Lasse") Berghagen (Estocolmo, 13 de mayo de 1945-Estocolmo, 19 de octubre de 2023) fue un cantante, letrista, compositor y actor sueco.

## Biografía
Berghagen fue un reconocido músico en Suecia. Lanzó su primer disco en 1965, con diecinueve años. Cuatro años después, en 1969, lanzó el sencillo Teddybjörnen Fredriksson ("El osito de peluche Fredriksson"), que se ha convertido en un clásico. Otros éxitos incluyen Sträck ut din hand, En kväll i juni y Stockholm i mitt hjärta.
Berghagen ganó el Melodifestivalen en 1975 con la canción Jennie, Jennie. También participó en el Mediofestivalen en 1974 con la canción Min kärlekssång till dig ("Mi canción de amor para ti"), donde acabó segundo por detrás de ABBA. Con su Jennie, Jennie representó a Suecia en el Festival de la Canción de Eurovisión 1975 consiguiendo la octava posición.
Presentó el popular programa veraniego de televisión Allsång på Skansen (Canta con nosotros en Skansen) entre 1994 y 2003. Durante este periodo la audiencia aumentó de 600 000 a 2 000 000 televidentes, que en términos suecos es una cifra considerable (la población de Suecia es aproximadamente de 9 000 000).
Estuvo casado con la cantante Lill-Babs entre 1965 y 1968. Es padre de la actriz Malin Berghagen que estuvo casada con Tommy Nilsson.